# Józef Chmiel (nauczyciel)
Józef Julian Chmiel (ur. 16 lutego 1886 w Zagórzycach, zm. 30 listopada 1959) – polski nauczyciel, dyrektor szkół średnich.

## Życiorys
Profesor Józef Julian Chmiel urodził się 16 lutego 1886 w Zagórzycach gm. Kazimierza Wielka jako jedno z trójki dzieci Tomasza Chmiela i Genowefy Chmiel. Jego dwie siostry, Maryla i Jadwiga również zostały nauczycielkami. Z powodu ubóstwa rodzina często zmieniała miejsce zamieszkania. Szkołę powszechną ukończył w Stanisławowie (obecnie Iwano-Frankiwsk). W 1902 ukończył gimnazjum męskie w Tarnopolu. Był absolwentem Wydziału Filozoficzno-Matematycznego Uniwersytetu Jagiellońskiego z 1910. W trakcie studiów zdobył złote cesarskie stypendium „Franz Jozef Elizabeth Goldstipendium” dla studentów wybitnych za swoje osiągnięcia matematyczne. W 1920 w Kościele Mariackim w Krakowie wziął ślub ze Stefanią z Karneckich. W okresie dwudziestolecia międzywojennego pełnił funkcję dyrektora szkół średnich w Lidzie, Łomży (gimnazjum państwowe) oraz Bielsku Podlaskim. Mimo wybuchu wojny 1 września 1939 przeprowadził maturalny egzamin poprawkowy dla uczniów liceum im. Tadeusza Kościuszki w Bielsku Podlaskim. Wkrótce po wybuchu II wojny światowej został aresztowany przez NKWD i do czerwca 1941 osadzony był jako więzień w Brześciu nad Bugiem, natomiast jego rodzina została deportowana w głąb ZSRR (do Kazachstanu). Wyjątkiem był najstarszy syn Julian, który w momencie wybuchu wojny przebywał w Warszawie (student prawa Uniwersytetu Warszawskiego). Po agresji niemieckiej na ZSRR został wypuszczony z więzienia przez niemców i służył jako tłumacz. Jednocześnie jednak organizował komplety tajnego nauczania w Warszawie, gdzie odnalazł najstarszego syna. Syn Julian bierze udział w powstaniu warszawskim i w trakcie poznaje swoją przyszłą żonę. Po upadku powstania warszawskiego, jesienią 1944 Józef Chmiel osiadł w podwarszawskim Ursusie, gdzie był organizatorem, dyrektorem i jednym z pierwszych nauczycieli Samorządowego Gimnazjum i Liceum Ogólnokształcącego (obecnie LVI Liceum Ogólnokształcące im. Leona Kruczkowskiego w Warszawie). Funkcję dyrektora placówki Józef Chmiel piastował do 1952. Jednocześnie był członkiem Miejskiej Rady Narodowej Ursusa, skupiającym się na kwestiach edukacji. Zmarł 30 listopada 1959 i został pochowany na Cmentarzu Parafialnym Parafii Św. Józefa Oblubieńca NMP w Ursusie.
W swoich wspomnieniach Dziekan Wydziału Finansów i Statystyki SGPiS prof. dr hab. Michał Kolupa napisał:
„Matematyki uczyli mnie Profesorowie Nina Maciejewska, Józef Chmiel i Witold Westfal. Uczuciowo najsilniej byłem związany z Profesorem Józefem Chmielem. To pod jego wpływem wybrałem studia matematyczne. Nie zdążyłem - pierwsza moja publikacja ukazała się w grudniu 1960 roku. Mojego Nauczyciela, Profesora Józefa Chmiela nie było już wśród żyjących. Uczniowie z tamtych lat czuli respekt tak przed osobą Profesora, jak i przed przedmiotem który wykładał”.

## Ordery i odznaczenia
- Złoty Krzyż Zasługi (11 listopada 1934)[3]

## Upamiętnienie
Uchwałą Nr 49 Rady Narodowej Miasta Stołecznego Warszawy z 31 stycznia 1979 r. jednej z ulic na terenie warszawskiego Ursusa Wschodniego nadano nazwę: ul. Józefa Chmiela.